# Album (album Krystyny Prońko)
Album – siódmy solowy album polskiej wokalistki Krystyny Prońko.
Nagrania realizowano w maju i czerwcu 1989 w studiu Polskiego Radia S-4 w Warszawie. Winylowy LP wydany został przez Pronit w 1989 i otrzymał kolejny numer katalogowy PLP 120. W 1990 firma Zic Zac wydała CD Album (ZIC 0008) zawierający dodatkowe utwory. Album ukazał się także na kasecie magnetofonowej i CD nakładem firmy założonej przez Krystynę Prońko: Power Music (P.M.Krystyna Prońko PMMC 001, CD PMKrystyna Prońko PMCD 001).

## Muzycy
- Krystyna Prońko – śpiew
- Mariusz Buca
- Wojciech Gogolewski
- Bogdan Grodzicki (na CD nie wymieniony)
- Adam Lewandowski – perkusja
- Tom Logan – gitara
- Robert Majewski (na CD nie wymieniony)
- Mirosław Michalak – gitara
- Henryk Miśkiewicz (na CD nie wymieniony)
- Paweł Serafiński
- Tomasz Szukalski – saksofon tenorowy (na CD nie wymieniony)
- Wojciech Zalewski
- Jarosław Zawadzki

sekcja dęta
- Janusz Kwiecień
- Stanisław Mizeracki – trąbka
- Marek Rudnicki
- Roman Syrek – puzon

oraz
- Ryszard Rynkowski – śpiew  (na CD nie wymieniony)
- Grupa wokalna „Spectrum” – wokal towarzyszący

## Lista utworów LP
Strona A
| 1. | "Wszyscy wiedzą" (muz. Jacek Mikuła, sł. Bogdan Olewicz)               | 4:25  |
|    |                                                                        |       |
| 2. | "Wierna sobie" (muz. Mariusz Buca, sł. Wojciech Młynarski)             | 3:40  |
|    |                                                                        |       |
| 3. | "Nie jesteś Alicją" (muz. Wojciech Gogolewski, sł. Ewa Żylińska)       | 3:08  |
|    |                                                                        |       |
| 4. | "Za granicą snu" (muz. Ryszard Szeremeta, sł. Jacek Banach)            | 4:50  |
|    |                                                                        |       |
| 5. | "Prośba powszednia" (muz. Krystyna Prońko, sł. Małgorzata Maliszewska) | 4:20  |
|    |                                                                        |       |
|    |                                                                        | 20:23 |
|    |                                                                        |       |
Strona B
| 1. | "Resztki piór" (muz. Krystyna Prońko, sł. M. Gast)                | 2:35  |
|    |                                                                   |       |
| 2. | "Prayer for Love" (muz. Jacek Mikuła, sł. Bogdan Olewicz)         | 4:10  |
|    |                                                                   |       |
| 3. | "Po co zmieniać świat" (muz. Krystyna Prońko, sł. Bogdan Olewicz) | 4:15  |
|    |                                                                   |       |
| 4. | "Uratuj mnie, uratuj siebie" (muz. Krystyna Prońko, sł. M. Gast)  | 3:15  |
|    |                                                                   |       |
| 5. | "Być przy tobie" (muz. Jacek Mikuła, sł. Jacek Banach)            | 2:25  |
|    |                                                                   |       |
| 6. | "Na rozstaju" (muz. Jacek Mikuła, sł. Ewa Żylińska)               | 4:10  |
|    |                                                                   |       |
|    |                                                                   | 20:50 |
|    |                                                                   |       |

## Lista utworów CD
Strona A
| 1.  | "Wszyscy wiedzą"                                                 | 4:20  |
|     |                                                                  |       |
| 2.  | "Wierna sobie"                                                   | 3:40  |
|     |                                                                  |       |
| 3.  | "Nie jesteś Alicją"                                              | 3:08  |
|     |                                                                  |       |
| 4.  | "Za granicą snu"                                                 | 4:52  |
|     |                                                                  |       |
| 5.  | "Prośba powszednia"                                              | 4:20  |
|     |                                                                  |       |
| 6.  | "Resztki piór"                                                   | 2:28  |
|     |                                                                  |       |
| 7.  | "The Prayer of Love"                                             | 4:03  |
|     |                                                                  |       |
| 8.  | "Po co zmieniać świat"                                           | 4:15  |
|     |                                                                  |       |
| 9.  | "Uratuj mnie, uratuj siebie"                                     | 3:15  |
|     |                                                                  |       |
| 10. | "Być przy tobie"                                                 | 2:25  |
|     |                                                                  |       |
| 11. | "Na rozstaju"                                                    | 4:10  |
|     |                                                                  |       |
| 12. | "Lubię deszcz, lubię mgłę" (muz. R. Obcowski, sł. T. Kordeusz)   | 4:20  |
|     |                                                                  |       |
| 13. | "Moja mała przysięga" (muz. R. Obcowski, sł. Andrzej Sikorowski) | 4:20  |
|     |                                                                  |       |
| 14. | "Zatrzymany czas" (muz. Paweł Serafiński, sł. M. Gast)           | 2:20  |
|     |                                                                  |       |
|     |                                                                  | 51:56 |
|     |                                                                  |       |

## Informacje uzupełniające
- Produkcja – Krystyna Prońko, Paweł Serafiński
- Realizacja nagrań – Tadeusz Mieczkowski, Ewa Guziołek-Tubelewicz
- Koordynacja nagrań – Ted Bear

dot. CD:
- Realizacja nagrań – Tadeusz Mieczkowski, Ewa Guziołek-Tubelewicz, A. Martyniak
- Projekt graficzny okładki – W. Popiel
- Zdjęcie – P. Kłosek